# یانترا

سازه مقدس (سری یانترا).

یانترا یا سازه واژه‌ای سانسکریت و به معنای سازه، ابزار و دستگاه است. یانتراها نمادهایی با کاربرد دینی هستند و منظور از کشیدن آن‌ها نشان دادن جنبه‌های گوناگون الهی است.
یانتراها معمولاً چارچوب‌های چهارگوشی دارند که در آن‌ها اشکال هندسی دایره و مثلث و شکل‌های گُل به‌کار رفته‌است. منظور از کشیدن یانترا این است که در بیننده حس ویژه‌ای از هماهنگی با پیرامون و آرامش ایجاد شود این می‌تواند در برخی از فنون یوگا ایفای نقش کند.